# دار نشر جامعة شيكاغو
تُعتبر دار نشر جامعة شيكاغو (بالإنجليزية: University of Chicago Press) أكبر وأقدم مطبعة جامعية في الولايات المتحدة. يتم إدارتها من قبل جامعة شيكاغو وتنشر مجموعة واسعة من المقالات الأكاديمية، بما في ذلك دليل أسلوب شيكاغو، والعديد من المجلات الأكاديمية، والدراسات المتقدمة في المجالات الأكاديمية.
يُعد "BiblioVault" أحد المشاريع شبه المستقلة لدار النشر هاته، وهو مستودع رقمي للكتب العلمية.
يقع مبنى المطبعة جنوب ميدواي بلايسانس في حرم جامعة شيكاغو.

## وصلات خارجية
- الموقع الرسمي